# Danauserdang
Danauserdang is een bestuurslaag in het regentschap Sarolangun van de provincie Jambi, Indonesië. Danauserdang telt 609 inwoners (volkstelling 2010).